# Outwell
Outwell – wieś w Anglii, w hrabstwie Norfolk, w dystrykcie King’s Lynn and West Norfolk. Leży 73 km na zachód od Norwich i 126 km na północ od Londynu. W 2001 miejscowość liczyła 1880 mieszkańców.